# Osteopilus septentrionalis
Espèce
Synonymes
- Hyla lesueurii Bory de Saint-Vincent, 1828
- Hyla sueurii (Bory de Saint-Vincent, 1828)
- Dendrohyas septentrionalis Tschudi, 1838
- Trachycephalus marmoratus Duméril & Bibron, 1841
- Trachycephalus insulsus Cope, 1863
- Trachycephalus wrightii Cope, 1863
- Trachycephalus septentrionalis (Duméril & Bibron, 1841)
- Hyla schebestana Werner, 1917
- Hyla microterodisca Werner, 1921
- Hyla insulsa Mittleman, 1950

Statut de conservation UICN

 LC  : Préoccupation mineure
Osteopilus septentrionalis, la Rainette de Cuba, est une espèce d'amphibiens de la famille des Hylidae.

## Description

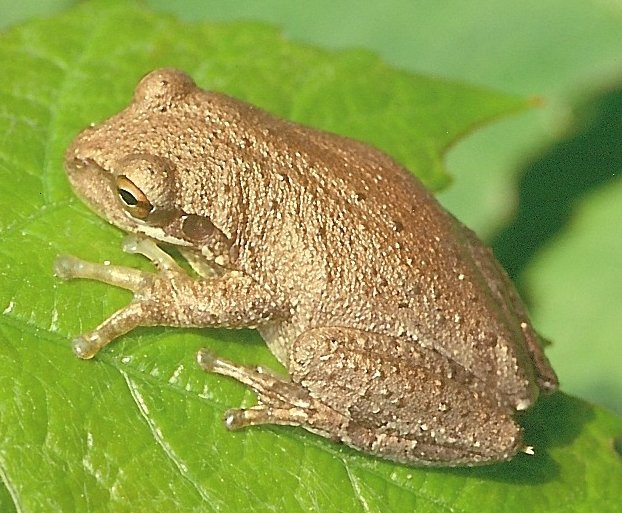
Rainette de Cuba.

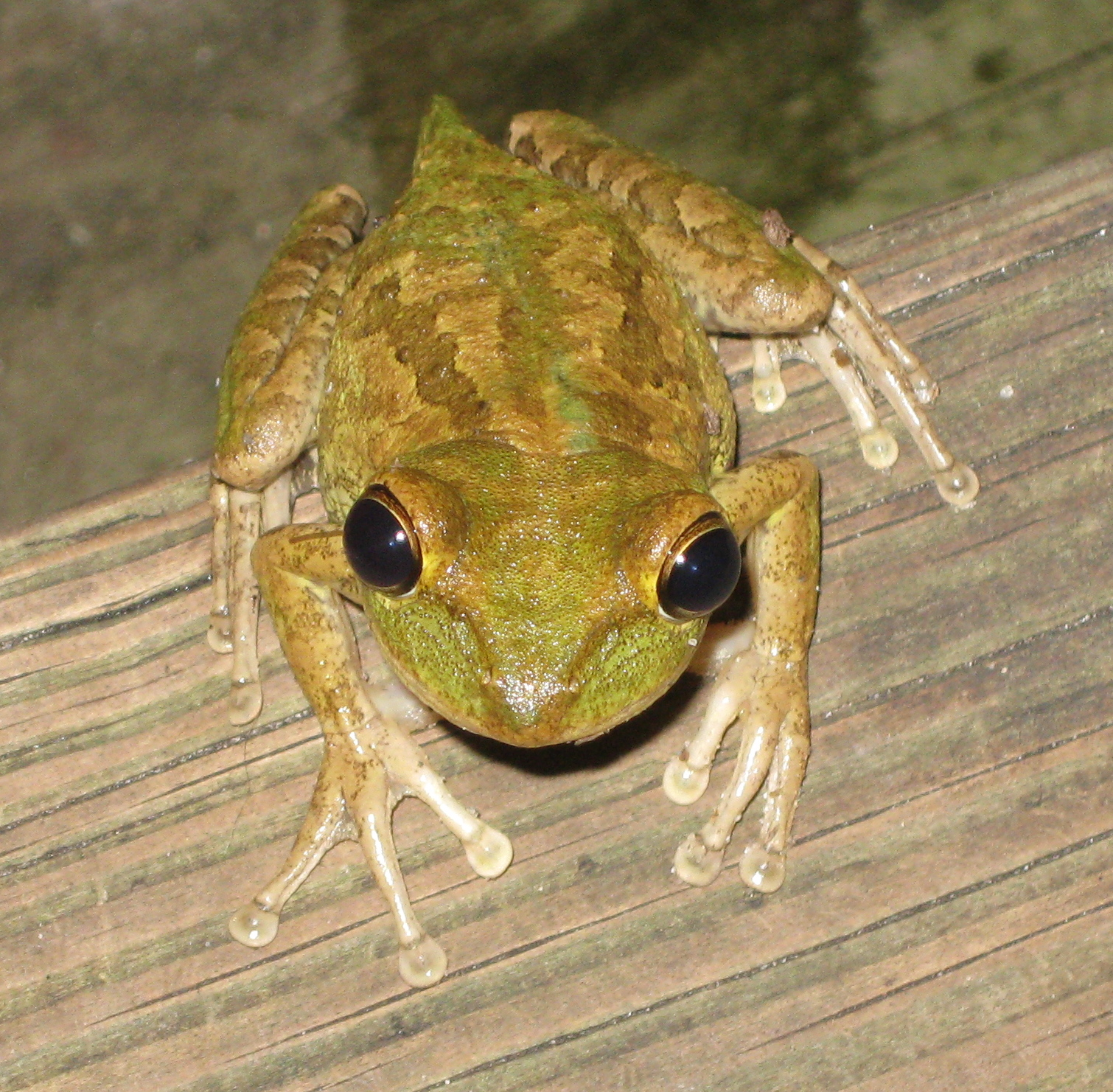
Osteopilus septentrionalis.

Osteopilus septentrionalis est la plus grande des rainettes nord-américaines, elle mesure de 8 à 13 cm de long, elle est de couleur variable (grise, brunâtre ou verdâtre). Ces rainettes ont la capacité de changer de couleur entre les couleurs citées précédemment selon l'environnement qui les entoure. La femelle est plus grosse que le mâle. Sa peau est verruqueuse, comme celle des crapauds, et elle possède de larges disques adhésifs au bout des doigts.

## Comportement
L'animal est nocturne, il se cache dans tous types de lieux humides (y compris près de l'homme) pendant la journée. De nuit, elle s'active et chasse un peu partout, y compris auprès des sources lumineuses (qui attirent les insectes).

## Alimentation
Elle est connue pour sa voracité, se nourrissant de tous les animaux de plus petite taille : insectes, oisillons, lézards et serpents de petite taille, sans oublier les autres grenouilles, y compris de sa propre espèce. 

## Répartition et habitat

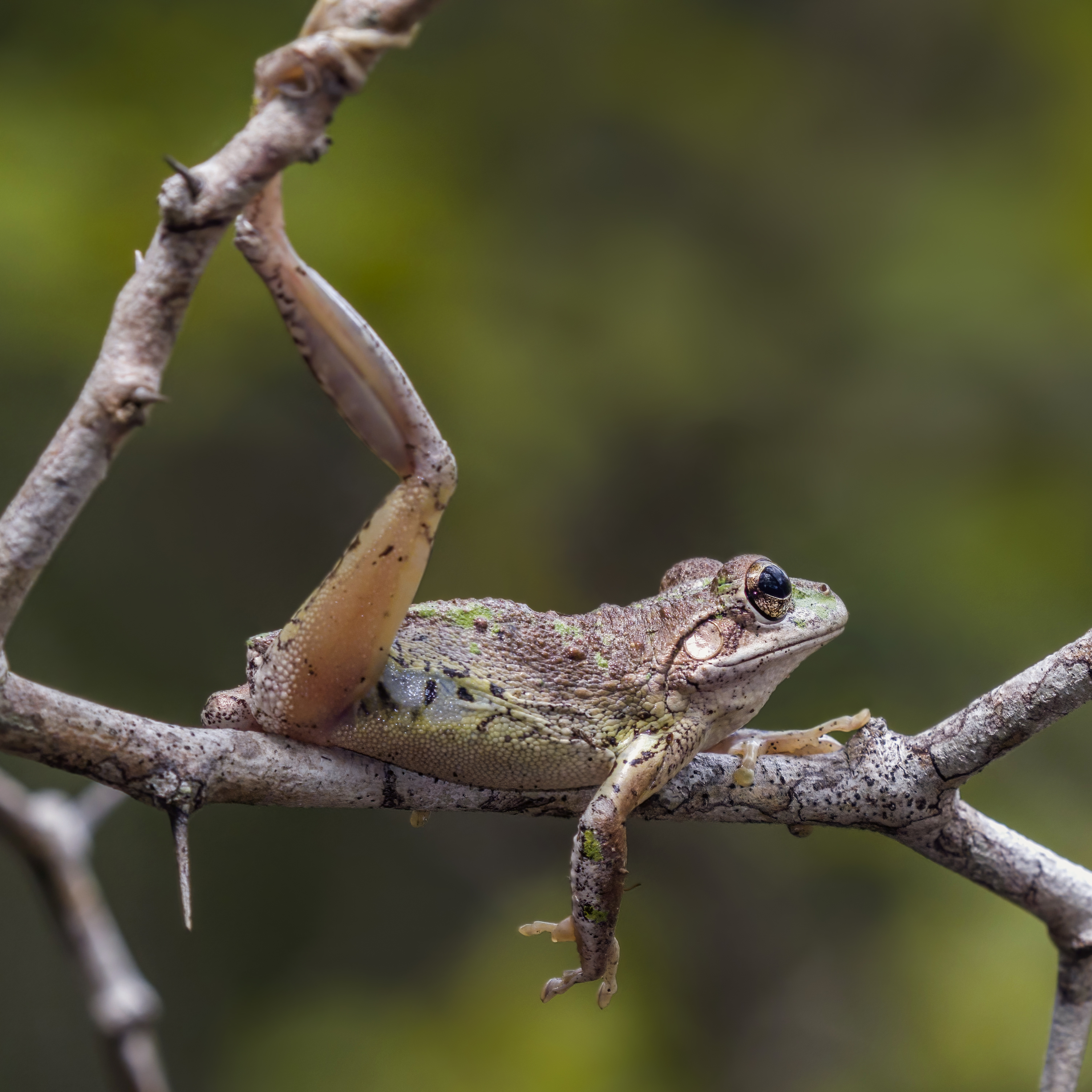
Une rainette de Cuba (Osteopilus septentrionalis) à Grand Cayman dans les îles Caïmans.

Cette espèce est originaire de Cuba, des îles Bahamas et des îles Caïmans. 
Elle a été introduite sur les îles voisines : à Porto Rico, à Curaçao, aux îles Vierges, à Antigua, à Anguilla, à Saint-Martin et à Saba, sur le continent en Floride, en Géorgie ou au Costa Rica et à Oahu; où elle est considérée comme une espèce invasive.
Cette espèce est arboricole.

## Conservation
Non menacée, l'espèce est au contraire considérée comme invasive aux États-Unis, où elle cause des déprédations sur les amphibiens et reptiles indigènes, et où elle a atteint l'État de Géorgie depuis 2004.

## Captivité

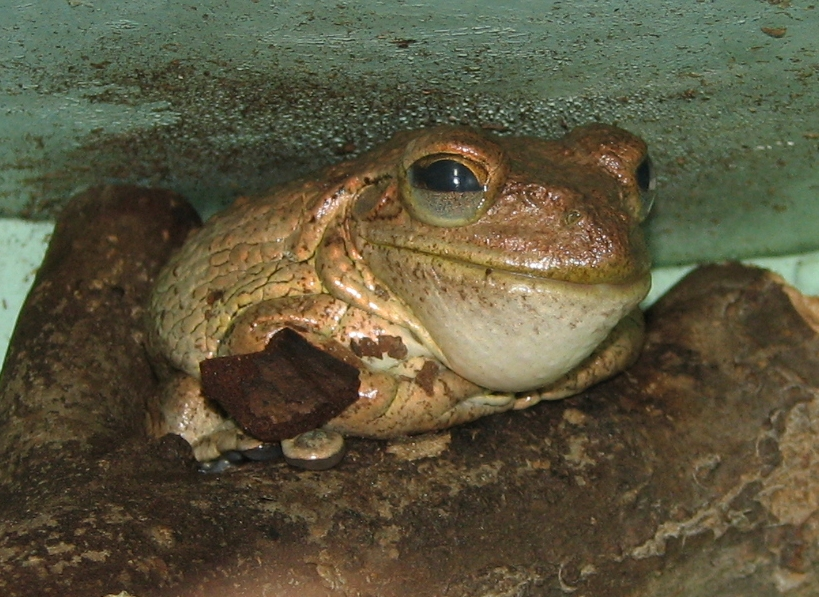

La Rainette de Cuba est parfois élevée par les terrariophiles et en zoo. Elle peut vivre de 5 à 10 ans en élevage, où elle est usuellement nourrie de criquets.

## Publication originale
- Duméril & Bibron, 1841 : Erpétologie générale ou Histoire naturelle complète des reptiles, vol. 8, p. 1-792 (texte intégral).